# كين فينش
كين فينش (بالإنجليزية: Ken Finch)‏ (9 يونيو 1936 بسيدني في أستراليا - ) هو لاعب كرة سلة أسترالي في مركز مدافع مسدد الهدف، شارك في الألعاب الأولمبية الصيفية 1956.

## وصلات خارجية
- كين فينش على موقع الاتحاد الدولي لكرة السلة (الإنجليزية)
- كين فينش على موقع سبورتس رفرنس (الإنجليزية)
- كين فينش على موقع أوليمبيديا (الإنجليزية)
- كين فينش على موقع اللجنة الأولمبية الأسترالية (الإنجليزية)